# Operación Cóndor (Indochina)
Operación Cóndor (en francés: Opération Condor) fue el nombre del intento francés de liberar a las fuerzas sitiadas de la Unión Francesa en la batalla de Dien Bien Phu durante la guerra de Indochina. Lanzada de forma muy reducida el 13 de abril de 1954, las columnas de ayuda se vieron retrasadas por el terreno abrupto y terminaron siendo detenidas por el circundante Viet Minh.
- Datos: Q6051353